# Krafla-Kraftwerk
Das Krafla-Kraftwerk (isländisch Kröflustöð = „Krafla-Station“) ist ein Geothermalkraftwerk im Norden Islands am aktiven Zentralvulkan Krafla im Mývatngebiet, 7 Kilometer vom kleineren Geothermalkraftwerk Bjarnaflagsstöð entfernt.

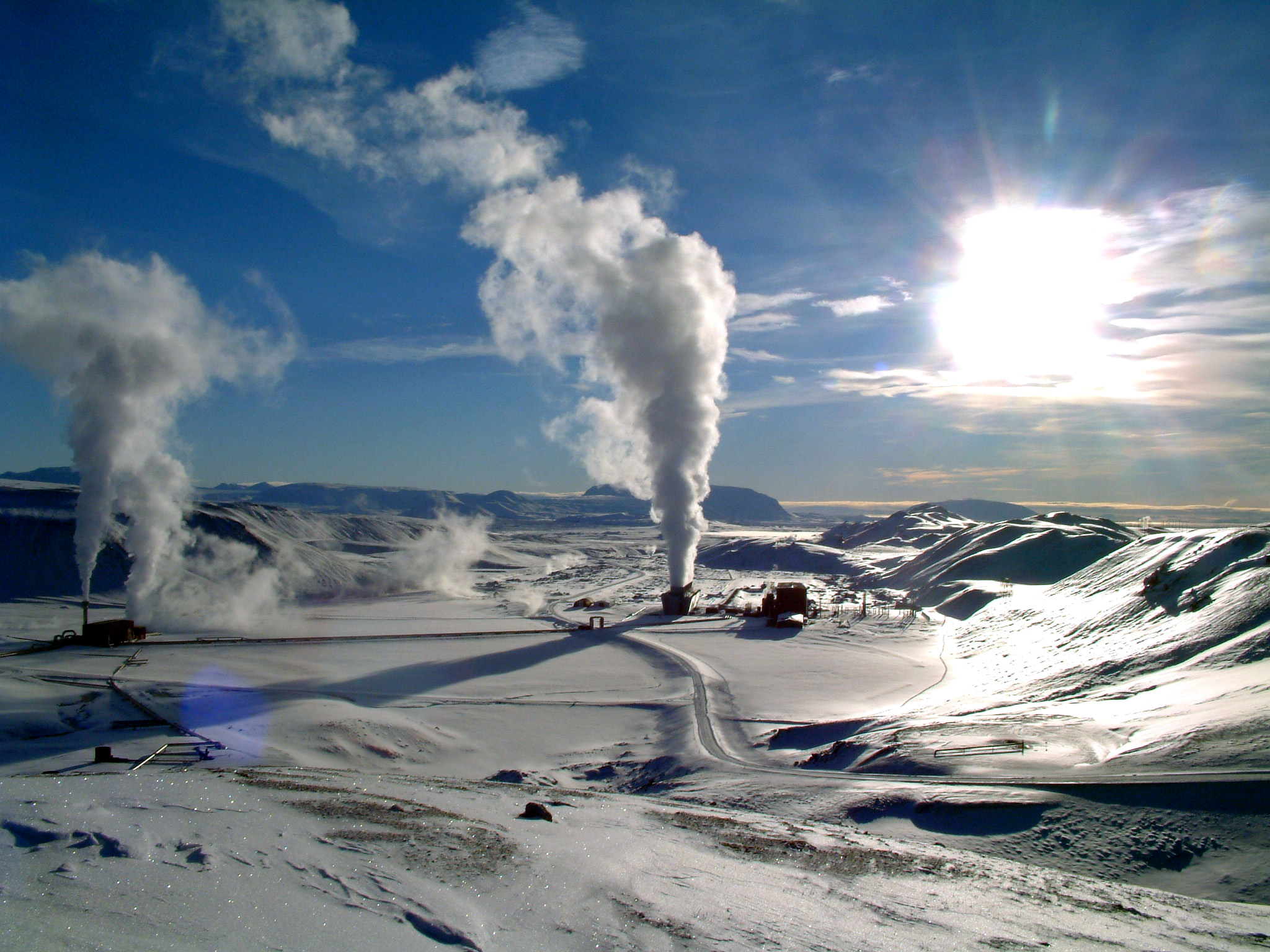
Das Geothermalkraftwerk Krafla im Winter.

Mit dem Bau begann 1975 der isländische Staat. Ursprünglich waren zwei Dampfturbinen mit einer Leistung von insgesamt 60 MW vorgesehen. Zunächst wurde aber nur eine Turbine installiert, da es zwischen 1975 und 1984 in dem Gebiet eine Serie von Vulkanausbrüchen gab, die sogenannten Kröflueldar, deren Lavaströme bis auf wenige Kilometer an das Kraftwerksgebäude heran flossen. Wegen vulkanischer Aktivitäten gab es auch erhebliche Probleme mit der Erschließung von Dampf. Daher konnte das Kraftwerk bei der Inbetriebnahme im August nur die halbe Leistung erzeugen. Im Jahre 1996 wurde schließlich beschlossen, die zweite Turbine zu installieren, und seit 1999 wird das Kraftwerk mit seiner ursprünglich geplanten Leistung von 60 MW betrieben.
Bis das Nesjavellir-Kraftwerk 1990 in Betrieb genommen wurde, war das Krafla-Kraftwerk das größte seiner Art in Island. Im Jahre 1985 ging es in den Besitz der halbstaatlichen Firma Landsvirkjun über. Ein Ausbau auf 150 MW ist geplant.